# زالاایگریتسه
زالاایگریتسه (به مجاری:  Zalaigrice) یک شهرداری در مجارستان است که در زالا واقع شده‌است. زالاایگریتسه ۷٫۷۳ کیلومتر مربع مساحت و ۱۳۶ نفر جمعیت دارد.